# Wohnkomplex Heringer Straße 22/Rutnikstraße 1–5/Möllendorffstraße 23/24
Der Wohnkomplex Heringer Straße 22/Rutnikstraße 1–5/Möllendorffstraße 23/24 wurde in den 1950er Jahren errichtet. Er befindet sich im Ortsteil (Alt-)Lichtenberg des Berliner Bezirks Lichtenberg und steht komplett unter Denkmalschutz.

## Geschichte
Die Wohnmiethäuser entstanden zwischen 1950 und 1955 im Zusammenhang mit der kompletten Umgestaltung des historischen Gemeindezentrums von Lichtenberg. Die Bezirksverwaltung ließ anstelle der meist durch den Krieg zerstörten Wohnhäuser aus dem 19. Jahrhundert viergeschossige Wohnblöcke in langen Trakten errichten. Das betrifft die Wohnhäuser Heringer Straße (auch Haus Nummer 21), Rutnikstraße, Möllendorffstraße (hier standen 1943 noch vier verschiedene Mehrfamilienbauten mit unterschiedlichen Privateigentümern). Die zusammenhängende Bebauung setzt sich entlang des Hendrichplatzes bis zur Ruschestraße und in die Bornitzstraße fort. Die nicht denkmalgeschützten Häuser haben die gleichen Abmessungen, allerdings keinerlei Schmuckelemente an den Fassaden.

## Beschreibung
Die einheitliche Bauhöhe mit hellem beige-grauem Kratzputz sowie einem mit roten Dachziegeln gedeckten Satteldach führte dazu, dass im Grundriss abknickende und ineinander greifende Gebäudezeilen entstanden. Sie umfassen stark begrünte Innenhöfe mit einem Spielplatz darin.
Als Schmuckdetails für die Fassaden kamen senkrechte starkfarbige Putzflächen von den Eingangstüren bis zur Traufe zur Anwendung. Darin finden sich Friese mit pflanzlichen und tierischen Symboldarstellungen. Zudem wurden die Eingangstüren mit leicht vorspringenden Steinrahmen versehen, die dunkelgrau sind und beiderseits der Tür je eine Säule mit einem Architrav darüber andeuten. Auf der Hofseite, wo sich Hintereingänge befinden, sind zwar rote Schmuckstreifen um die Treppenhauserker angebracht worden, sie tragen jedoch keine Ornamente.
Die großen Fassadenflächen auf der Hauptstraßenseite werden dagegen von Balkonen, die über mehrere Fensterachsen reichen, unterbrochen. Die Balustraden sind aus gebauchten Steinsäulen geformt. Allerdings beginnen alle Balkone erst in der ersten Etage. Die Dachschräge ist mit kleinen giebelartigen Gauben unterbrochen, die auf das Vorhandensein früher unter dem Dach eingerichteter Trockenböden verweisen.
Nicht als Baudenkmal ausgewiesen ist das Haus Heringer Straße 21, das jedoch auch die gleiche Fassadengestaltung mit dem farbigen Streifen aufweist.

## Galerie

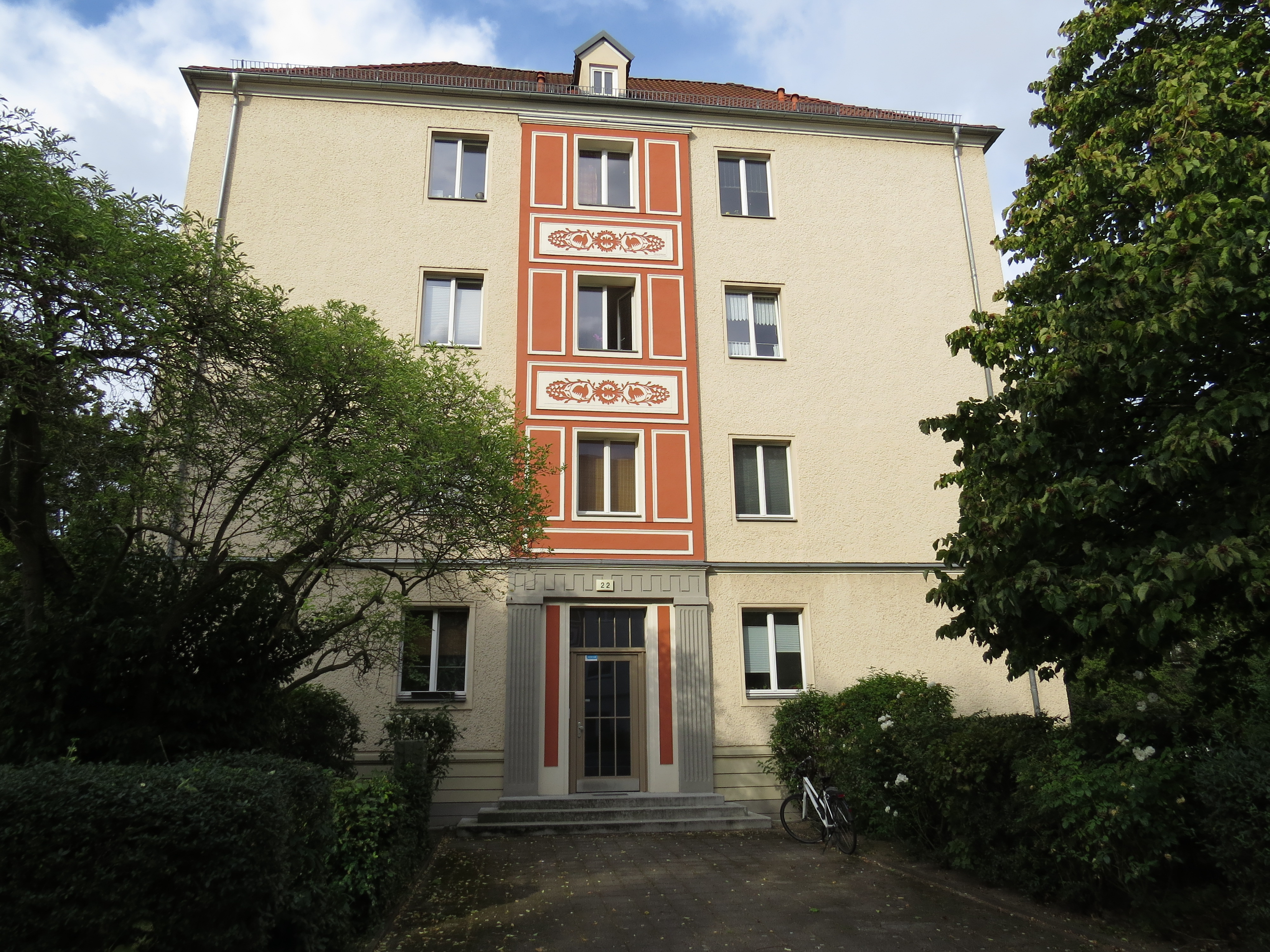
Heringer Str. 22
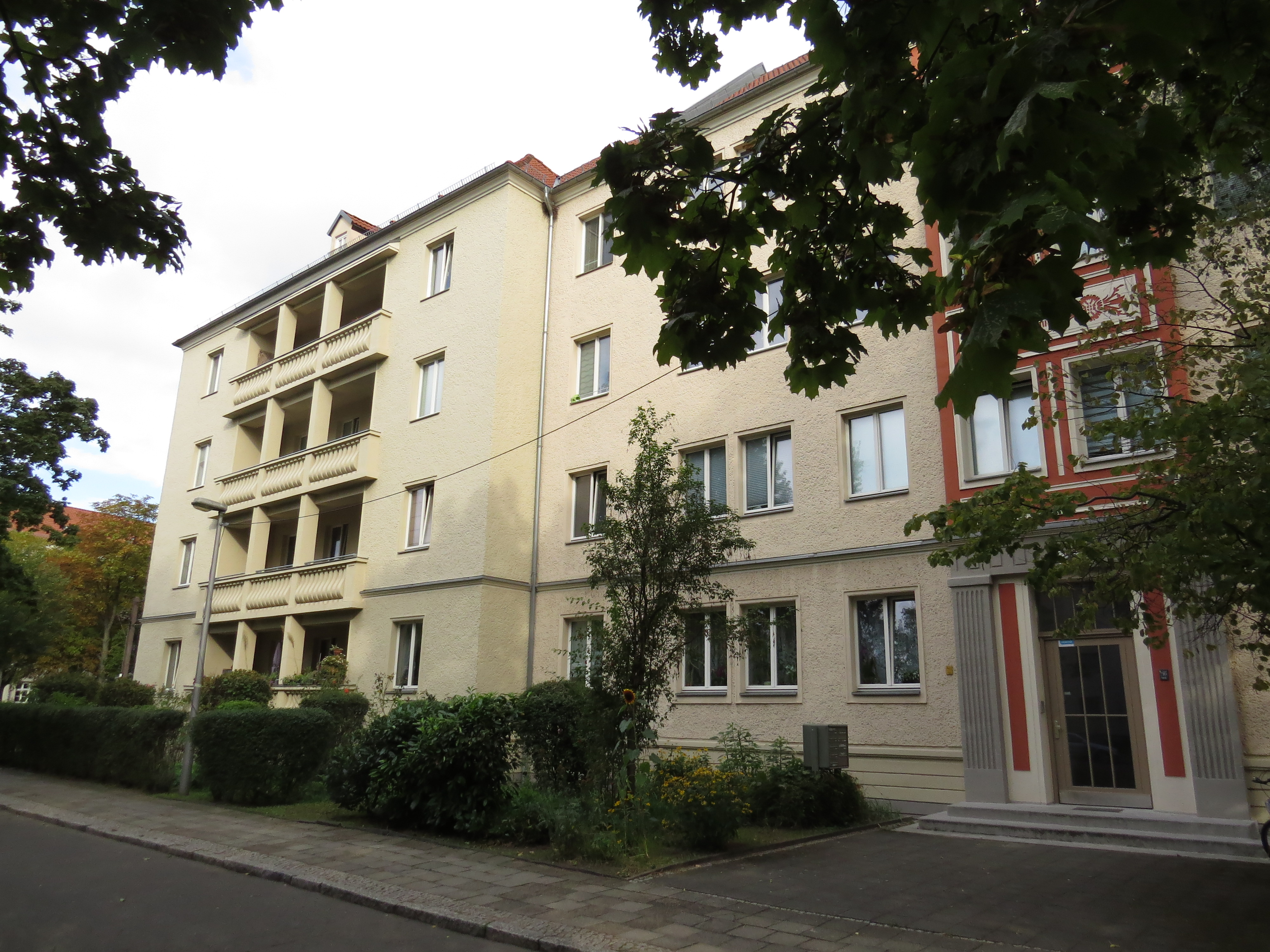
Rutnikstr. 1–3 mit Balkons
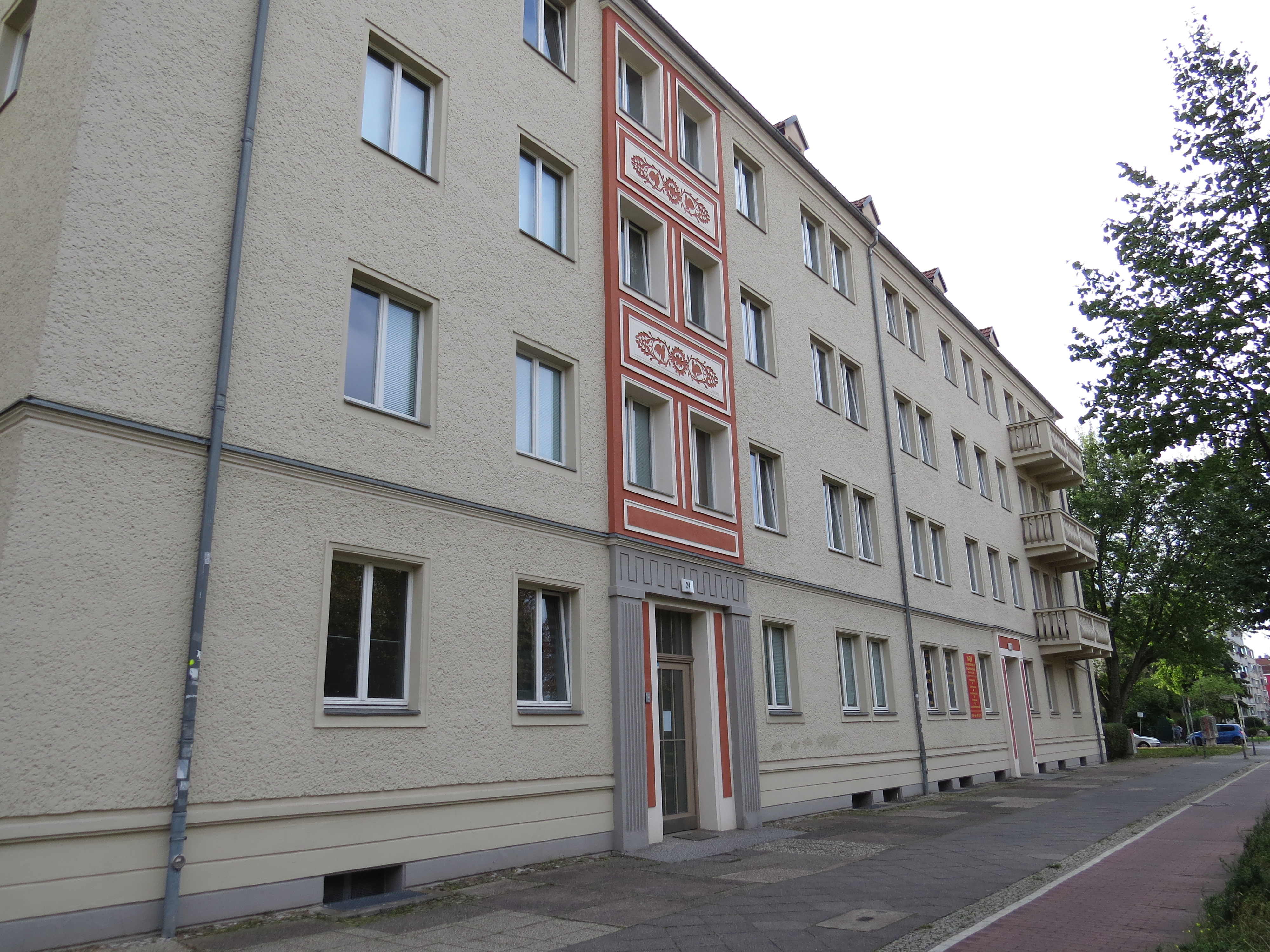
Möllendorffstr. 23/24
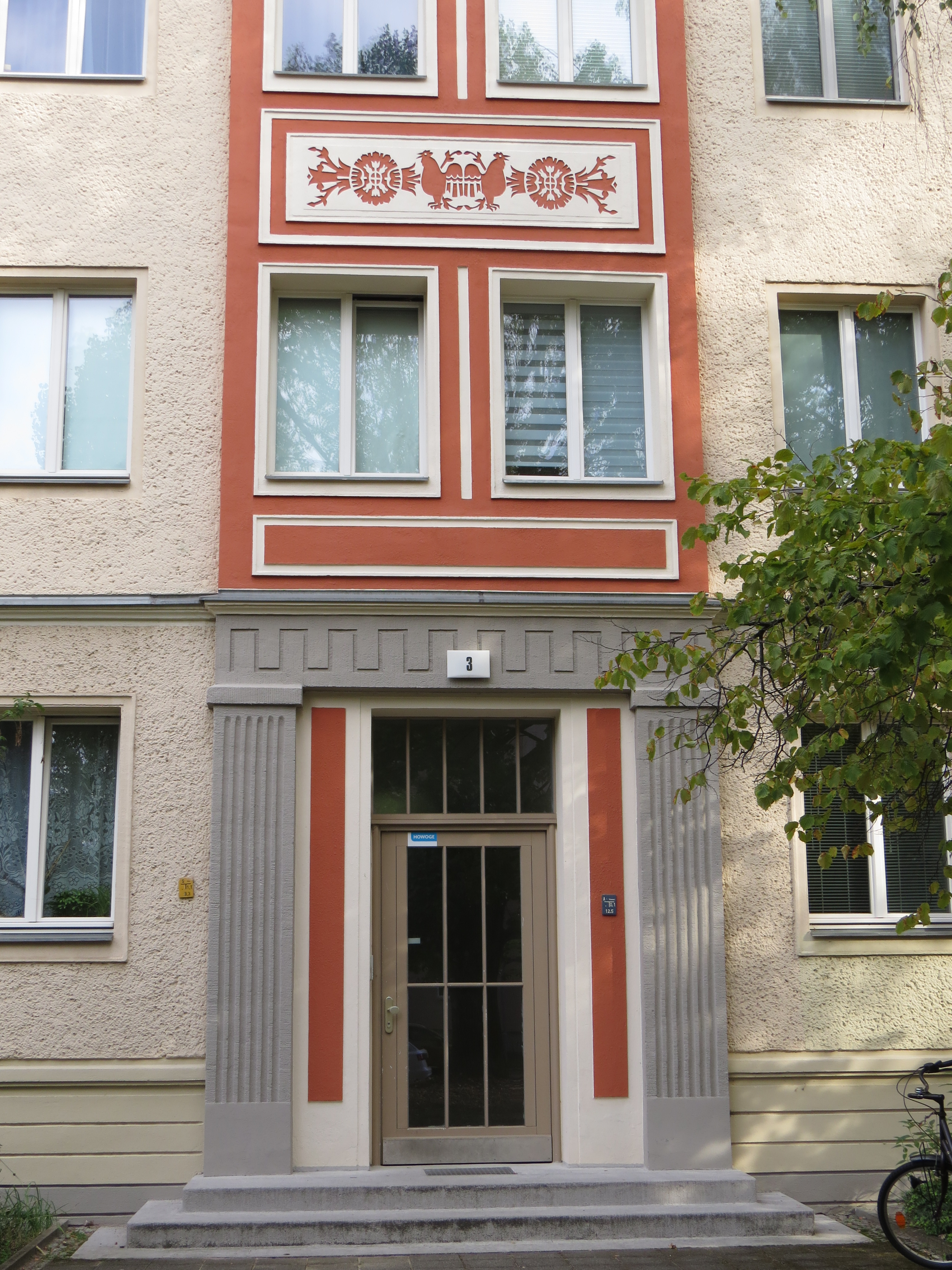
Details des Fassadenschmucks mit Hauseingang
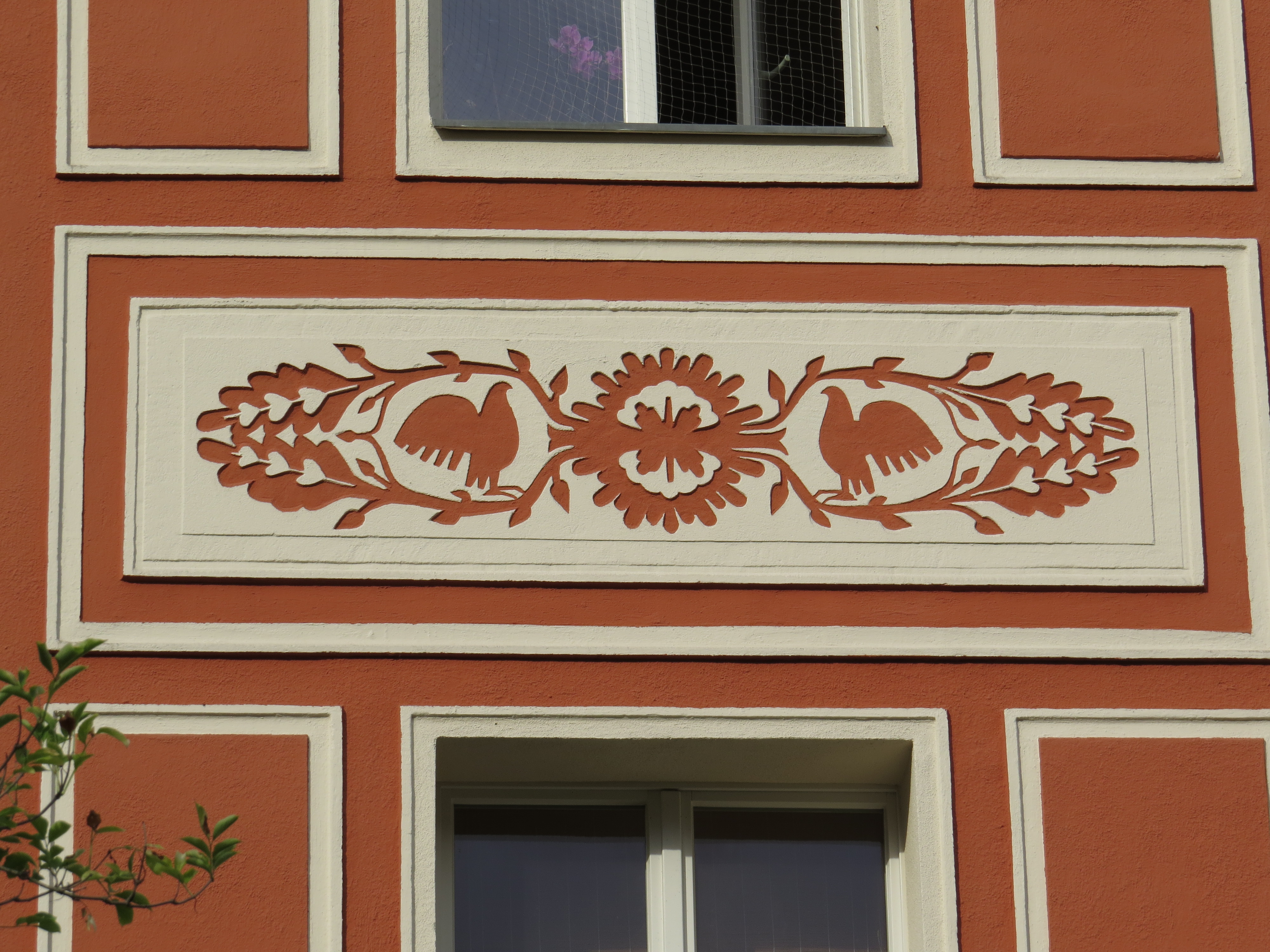
Detail des Schmuckstreifens (1)
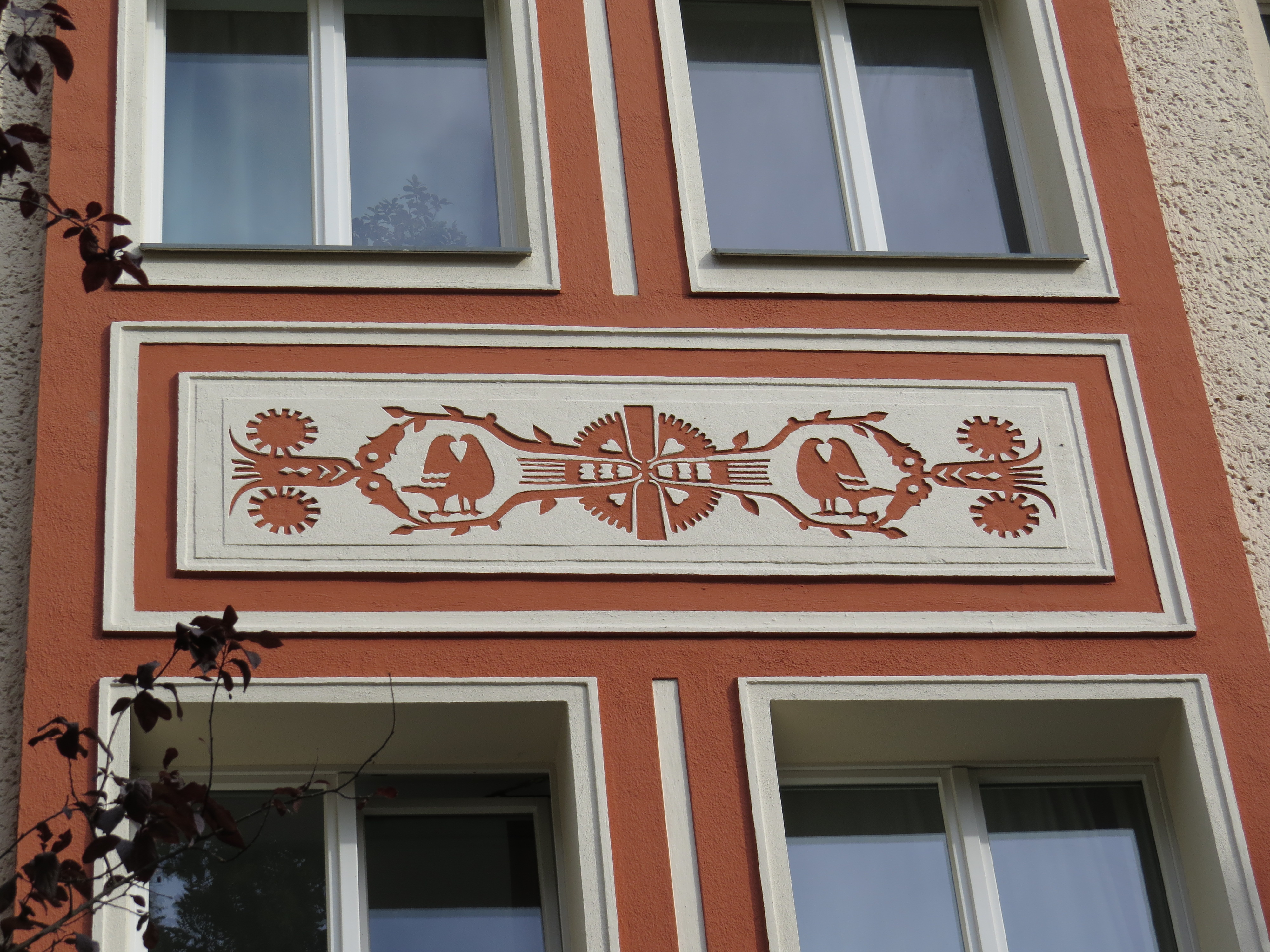
Detail des Schmuckstreifens (1)
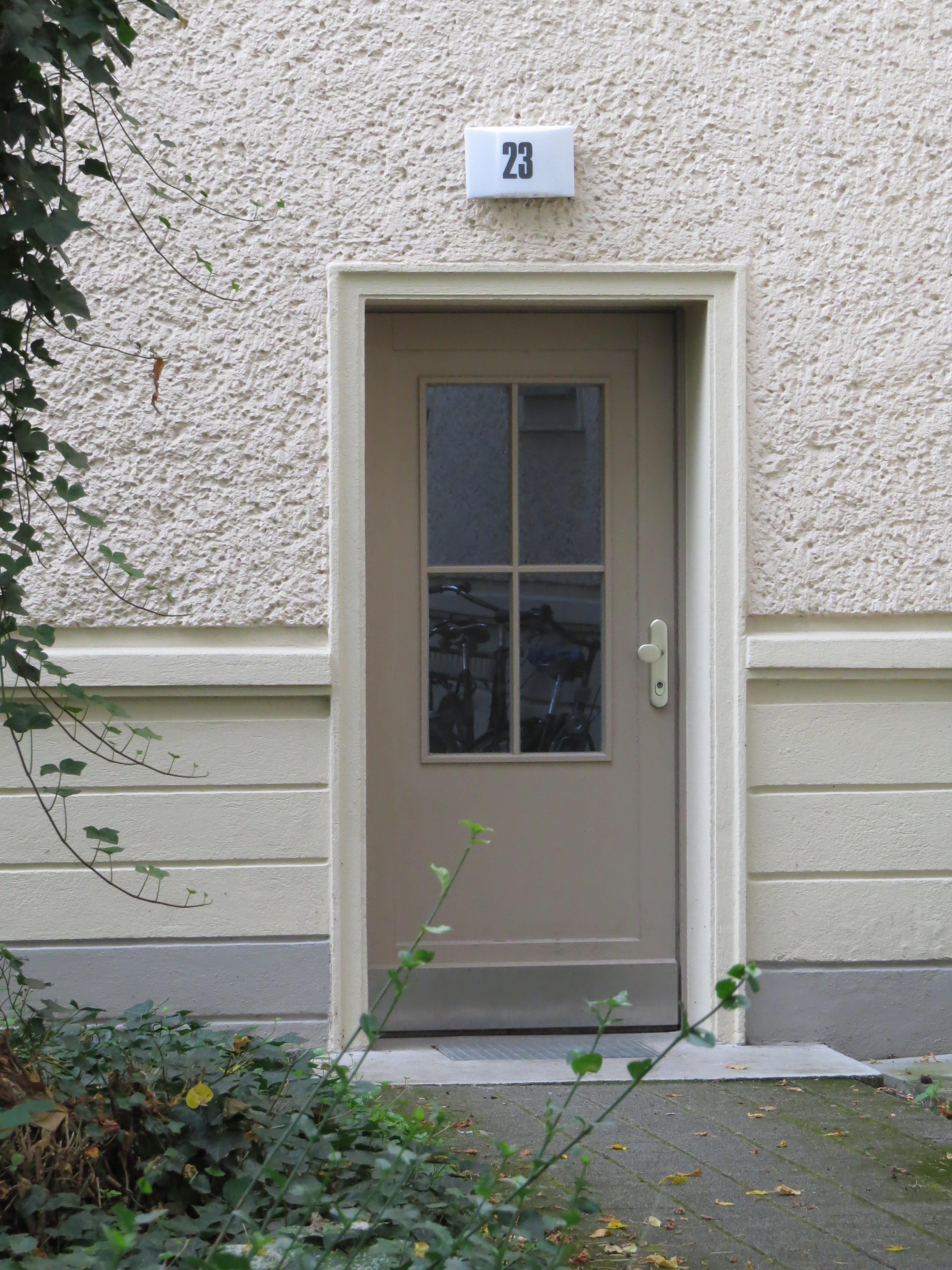
Histor. Tür, Hofseite, Möllendorffstr. 23
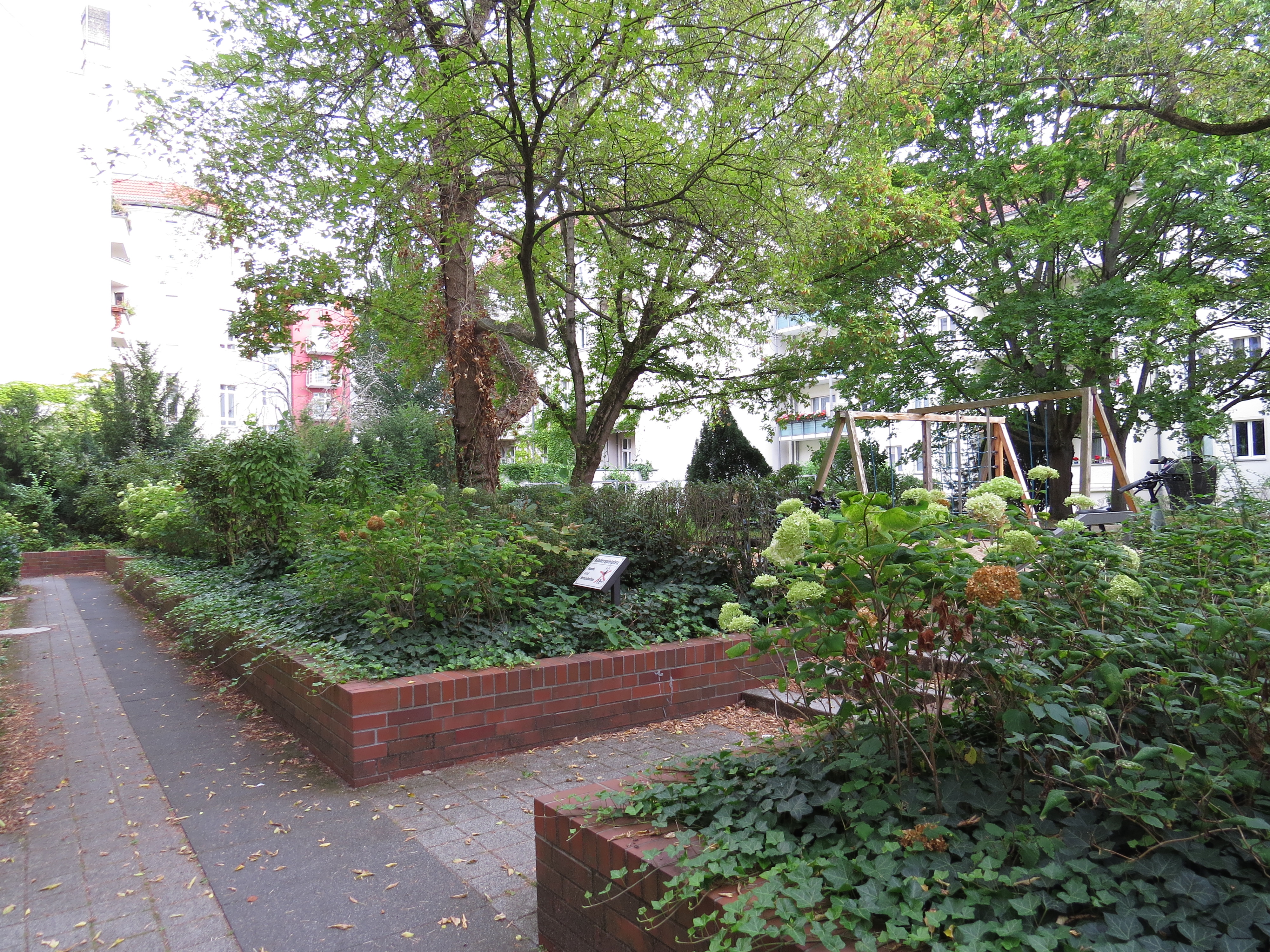
Spielplatz, Hof